# Jordi Bilbeny
Jordi Alzina i Bilbeny (Arenys de Mar, 14 d'octubre de 1961) és un pseudohistoriador, escriptor i investigador català, que signa com a Jordi Bilbeny. És conegut per les seves tesis sobre la catalanitat de Cristòfor Colom, de Miguel de Cervantes, de La Celestina i l'atribució de l'autoria del Lazarillo de Tormes a Joan Timoneda.
És llicenciat en Filologia Catalana per la Universitat Autònoma de Barcelona i doctorand en Història Moderna a la Universitat de Barcelona, amb la tesi aturada en ser-li retirat el suport acadèmic. Ha estat professor de llengua catalana per a adults al Consell Islàmic Cultural de Catalunya i al Centre Penitenciari de Dones de Barcelona (Wad-Ras) entre d'altres. Fou l'iniciador del Simposi sobre la descoberta catalana d'Amèrica, que se celebra anualment a Arenys de Munt des del 2001.
Des del 1990 va ser membre del Centre d'Estudis Colombins fins que l'abandonà per desavinences el 2004 i crea la Fundació d'Estudis Històrics de Catalunya (FEHC), que també abandonà durant l'estiu del 2007, passant a formar part de l'Institut Nova Història el 2008.
Fou membre del Moviment Arenyenc per l'Autodeterminació i la CUP d'Arenys de Munt, i fou un dels organitzadors de la Consulta sobre la independència de Catalunya a Arenys de Munt, escrivint la lletra d'una cançó que va acabar esdevenint l'himne oficiós de la consulta.

## Recerca històrica
A mitjan anys vuitanta, acabat de llicenciar, Bilbeny s'especialitza en heurística històrica i estudia la manipulació que han patit els textos religiosos històrics per tal d'eliminar-ne tot allò que fóra contrari a l'ortodòxia vigent en qüestions de fe. La seva recerca d'aquells anys no aconseguí, però, gaire ressò i llavors girà la seva atenció cap a la teoria de la catalanitat de Cristòfor Colom amb el propòsit d'escriure'n una novel·la històrica. En la fase de documentació prèvia s'adonà que les dades conegudes relatives al personatge i les seves gestes són incoherents i sovint contradictòries. Encuriosit per això, començà a fer investigació històrica del cas.
Bilbeny considera que la Història de Catalunya ha patit manipulació i tergiversació —«historicidi»— del segle XVI ençà per tal d'afavorir la construcció d'un concepte d'estat espanyol allunyat del protofederalisme de la Corona d'Aragó i proper al supremacisme castellà de la Corona de Castella. En fer minvar el protagonisme de Catalunya —o de la Corona d'Aragó— en la història col·lectiva espanyola mitjançant la falsificació, l'ocultació i la censura —i l'«apropiació»— de certs episodis històrics, s'afavorí la prevalença de la ideologia castellana a l'hora de construir l'ideari de l'estat espanyol naixent. Bilbeny es malfia dels llibres històrics, gravats, etc. datats del segle XVI endavant perquè sospita que han estat objecte de censura i manipulació.

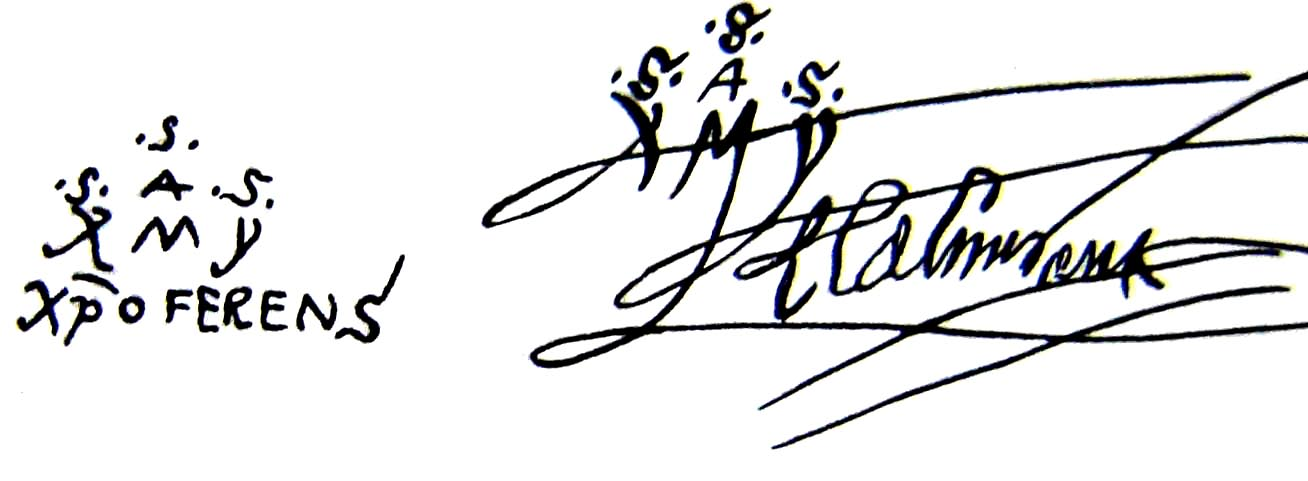
A l'esquerra es veu la firma de Colom com XpoFERENS (1504), a la dreta la seva firma com a "Al Almirant"(1498), segons en Bilbeny. En ambdós casos amb l'anagrama. Però per a Francesc Albardaner aquesta lectura és només un error d'interpretació paleogràfica.

### Tesi del port de Pals
L'any 1987 Teresa Baqué, membre del Centre d'Estudis Colombins, a Noves Dades sobre el Descobridor d'Amèrica a Catalunya (L'Herald Paine de Jour), digué que Palos de la Frontera s'havia d'identificar amb el Pals de l'Empordà, i que el port de sortida de l'expedició que descobrí Amèrica fou el port de Pals. Bilbeny va esdevenir el defensor i divulgador més conegut d'aquesta creença, que acabarà considerant un exemple de censura, i afirmarà que és un cas més d'ocultació i «apropiació» de la identitat veritable d'un element històric rellevant —en aquest cas d'un port—, aprofitant la semblança del noms de les viles "Pals" i "Palos" (Pals serà, en la seva explicació, la vila fortificada de què es parla en els textos de l'època i el lloc on residien els germans Pinzón

### Cervantes i elQuixot

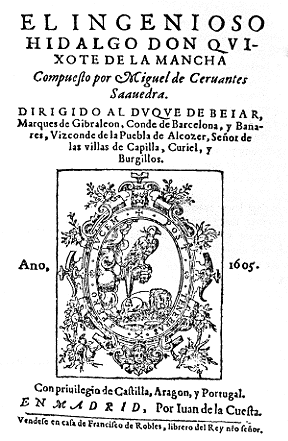
Portada de la quarta edició del Quixot.

Una altra tesi de Bilbeny, anunciada a partir del 2005, és que Miguel de Cervantes era un noble valencià amb avantpassats contraris als Trastàmara (Joan Miquel Servent), amb casa a Barcelona i llinatge a Xixona, i que el Quixot, un llibre crític amb la política castellana i amb «tendència a la catalanofília», va ser originàriament escrit i publicat en català, però després censurat i traduït al castellà.

### El Lazarillo de TormesiLa Celestina
Seguint la línia d'interpretar el Quixot com una obra literària castellana prèviament censurada i traduïda, Bilbeny publicà el 2007 un llibre en el qual afirma que l'autor del Lazarillo de Tormes era valencià, potser Joan Timoneda, que la trama de l'obra passava al Regne de València abans no hagués estat manipulada i traslladada a l'inexistent de Toledo, i que havia estat escrita en valencià.
Com en el cas del Quixot, també ho argumenta parcialment adduint un seguit de pretesos valencianismes del text (que ja havien estat assenyalats pel professor de la UNED Francisco Calero), i la inversemblança del recorregut dels personatges per terres peninsulars, que segons Bilbeny resulta d'haver substituït els topònims originals valencians per uns altres de castellans (Teulada per Tejares, Gandia per Escalona, València per Toledo, etc., i fins i tot el lloc de naixement del protagonista, Tormes en comptes de Tormos, a la Marina Alta). L'obra original era una al·legoria de la Revolta de les Germanies.
Per a Bilbeny aquests dos casos de traducció i apropiació d'obres catalanes no són pas excepcions, sinó una pràctica esdevinguda habitual i que afecta una part substancial de la literatura del Segle d'Or castellà (cas de Catalanitat de La Celestina, part de l'obra de Joan Lluís Vives, etc.).

## Aparicions a documentals
Jordi Bilbeny ha aparegut com a actor a:
- A la recerca del Grial (2005), de David Grau, en el paper d'Otto Rahn.[18]
- Americae (2007), documental de temàtica colombina, treball de recerca dels estudiants Dani de la Orden i Roger Agustín inspirats en la teoria bilbenyenca de l'ocultació de la descoberta catalana d'Amèrica. El mateix Bilbeny hi apareixia; fou produït per Pilar Montoliu.[cal citació]
- 42º: la història prohibida (2008). Documental d'en Xevi Mató (director del documental L'Exèrcit del Fènix) i Marc Depoorter sobre la teoria de Bilbeny de Pals de l'Empordà com a port de partida.[19]
- Colom i la Casa Reial Catalana (2011), direcció de Dani de la Orden i producció de Pilar Montoliu. Porta a les pantalles la tesi de Joan Colom i Bertran com a Descobridor.[20]

## Obra

### Temàtica colombina
- Carles I sense censura, Librooks, Barcelona, 2020. ISBN 978-84-949832-6-9
- Inquisició i Decadència: Orígens del genocidi lingüístic i cultural a la Catalunya del segle XVI, Librooks, Barcelona, 2018. ISBN 978-84-946668-9-6
- La data de naixement d'en Colom, Librooks, Barcelona, 2017. ISBN 978-8494666803
- Petit manual de la descoberta catalana d'Amèrica, Llibres de l'Índex, Barcelona, 2011. Bilbeny fa un recull de textos de l'Antic Règim que segons ell testimonien la participació catalana en la descoberta d'Amèrica. ISBN 9788496563407.
- El dit d'en Colom. Catalunya, l’Imperi i la primera colonització americana (1492-150), Llibres de l'Índex, Barcelona, 2010, ISBN 978-84-965-6390-2. Recull d'articles.
- Cristòfor Colom, príncep de Catalunya, Proa, Col. Perfils, Barcelona, 2006. ISBN 84-8437-833-0.
- Totes les preguntes sobre Cristòfor Colom: David Bassa entrevista Jordi Bilbeny, Llibres de l'Índex, Barcelona, 2003. ISBN 84-95317-25-7
- Pero Vázquez de Saavedra i Cristòfor Colom: una relació científica, ideològica i de parentiu a cavall de Portugal i Catalunya, que aclareix definitivament la descoberta catalana d'Amèrica, Arenys de Mar, Imp. Pons-Ribot, 2001.
- La descoberta catalana d'Amèrica: Una reflexió sobre la manipulació de la Història, Edicions Gargot, Granollers, 1999, ISBN 84-930490-2-6.
- Cristòfor Colom, ciutadà de Barcelona, Gallifa [s.n.], 1998. (ISBN desconegut)
- Notícia històrica de la descoberta catalana d'Amèrica segons les fonts catalano-aragoneses de l'Antic Règim, Quaderns d'estudis colombins; Barcelona; Òmnium Cultural, 1998. (ISBN desconegut)
- Brevíssima relació de la destrucció de la Història: La falsificació de la descoberta catalana d'Amèrica, El Set-ciències, Arenys de Mar, 1998. ISBN 84-930490-2-6

### Lírica i articulisme
- El Falcó, en Roc i la Mercè: la reintroducció del falcó pelegrí a Barcelona. Per Pere Alzina Bilbeny, Pere Alzina Seguí, Jordi Bilbeny i l'Ajuntament de Barcelona. Ajuntament de Barcelona, 2003. ISBN 84-8334-425-4
- «L'independentisme d'en Joan Salvat-Papasseit». Bilbeny i Albert Calls. Edicions Sírius, 1991. ISBN 84-86685-12-5. Assaig literari.
- Diccionari Pornogràfic. El Llamp 1991. ISBN 84-7781-055-9. Obra en clau d'humor.
- Esventrat esguard. Oikos-Tau, 1982. ISBN 84-281-0512-X. Poemari.

## Difusió en els mitjans[calcitació]

Cartell anunciador de la pel·lícula del 2006

Les seves investigacions han servit al director David Grau per a crear dos documentals, amb producció de Pilar Montoliu, tots dos estrenats a cinemes de Catalunya, amb èxit de públic desigual.
- L'apropiació del descobriment d'Amèrica: una conspiració d'estat? (2003), a partir de la tesi de catalanitat de Colom
- Enigma Cervantes (2006), en referència a la de Cervantes,